# STS-47
STS-47は、アメリカ合衆国のスペースシャトルの50回目のミッションである。

## 搭乗員
- ロバート・ギブソン（英語版） (4) - 船長
- カーティス・ブラウン (1) - 操縦手
- マーク・リー（英語版） (2) - ペイロード・コマンダー
- ジャン・デイビス（英語版） (1) - ミッション・スペシャリスト
- ジェローム・アプト（英語版） (2) - ミッション・スペシャリスト
- メイ・ジェミソン (1) - ミッション・スペシャリスト
- 毛利衛 (1) - ペイロード・スペシャリスト - 日本

## ミッション・パラメータ
- 質量:
  - 着陸時 (ペイロードを含む): 99,450 kg
  - ペイロード: 12,485 kg
- 近地点: 297 km
- 遠地点: 310 km
- 軌道傾斜角: 57°

## ミッションの概要
- スペースラブ・モジュール内でのNASAとNASDAの共同宇宙実験プロジェクト。微小重力環境下での材料実験や、鯉を用いた宇宙酔いの動物実験を含む生命科学の実験の実施。